# Marcus von der Lütcke
Marcus von der Lütcke (* 25. Juli 1603 auf Cumlosen; † 26. November 1686 auf Vehlefanz) war ein kurbrandenburger Generalmajor und Chef eines Reiterregiments. Er wurde als Nr. 411 „der Steigende“ in die Fruchtbringende Gesellschaft aufgenommen.

## Leben

### Herkunft
Seine Eltern waren der bürgerliche Jakob Lütcke und dessen adelige Ehefrau Isabella von Möllendorff aus dem Hause Lindenberg.

### Militärkarriere
Im Jahr 1632 war Lütcke Major im Regiment „Burgsdorff“ und stieg dort am 2. März 1639 zum Oberstleutnant auf. Kurz zuvor wurde das Regiment bei Bernau von den Schweden überfallen und fast vernichtet. Lütcke war einer der wenigen, die entkommen konnten. Er übernahm darauf die Führung der Reste und formiert vier Kompanien. Am 13. April 1643 wurde er vom Kaiser in den Adelsstand erhoben.
Nach dem Dreißigjährigen Krieg wurde Lütcke am 5. Juni 1660 Oberst und im Jahr 1670 kaiserlicher und kurbrandenburgischer Generalwachtmeister zu Pferd sowie Chef eines Reiterregiments. Am 24. Juni 1672 wurde er kurbrandenburger Generalmajor. Im November 1672 erhielt er sein eigenes Regiment, mit dem er im Nordischen Krieg 1674/79 gegen die Schweden kämpfte. Er zeichnete sich im Gefecht bei Nauen aus, kämpfte bei Fehrbellin und nahm am Feldzug in Pommern und Preußen teil. Nach dem Friedensschluss zog Lütcke sich auf sein Gut Vehlefanz zurück. Dort starb er am 26. November 1686.
Er kaufte bereits 1648 einen Anteil an Klein-Ziethen, 1649 Groß-Ziethen und Kremmen und dazu 1651 Vehlefanz. Alle Güter lagen bei Kremmen bei Oranienburg.

### Familie
Er war in erster Ehe mit Anna Kegel verheiratet, die an der Pest starb. Er heiratete 1640 in zweiter Ehe Apollonia Volkmann († 24. Januar 1652), die Tochter des kurbrandenburger Obristen Georg Volkmann. Die sechs Kinder aus der ersten und zweiten Ehe sind alle früh verstorben. Nach dem Tod seiner zweiten Frau heiratete er am 8. Mai 1661 in Straupitz Florentine von Houwald (* 30. Oktober 1644 in Danzig; † 12. Oktober 1694 in Vehlefanz), Tochter von Christoph von Houwald auf Straupitz. Mit ihr hatte er vier Söhne und fünf Töchter.
- Florentina (* ?, † ?), ⚭ Jobst Ehrenreich von Kahlenberg auf Perwenitz
- Johanna Luise (* 21. Mai 1663, † ?), ⚭ Friedrich Wilhelm Gans Edler Herr von Putlitz auf Deutsch Wusterhausen, Bollensdorf und Burg Putlitz
- Beata Pia (* 10. Januar 1664, † ?), ⚭ Hans Christoph von Arnim auf Temmen und Cremzow[5]
- Appolonia Renate (* 24. Oktober 1665, † 1699) ⚭ 30. April 1682 mit Leutnant a. D. Barthel/Berthold Friedrich von Ramin (* 25. November 1650; † 18. Februar 1706), Herr auf Brüssow, Lesikow, Boeck und Woltersdorf
- Adolf Ernst (* 3. Februar 1667, † 1691 bei Valchis/Ungarn). Er war kaiserlicher Hauptmann und starb an den in der Schlacht bei Slankamen erlittenen Wunden. Das Epitaph findet sich in der St.-Nikolai-Kirche Kremmen. Er war Erbherr auf Vehlefanz, Kremmen, Groß-Ziethen und Klein-Ziethen.
- Markus Ehrenreich (* 4. August 1668 in Vehlefanz, † 31. Mai 1730 in Staffelde). Kaiserlicher Hauptmann und später Königlich-Preußischer Geheimer Justiz- und Landrat. Erbherr auf Vehlefanz, Kremmen, Groß-Ziethen und Klein-Ziethen, I. ⚭ 9. Juli 1697 mit Jakobine Maria von Frank a.d.H. Backendorf in Mecklenburg, II. ⚭ Dorothea Sophie von Wilsdorf
- Karl Christoph (* 3. Oktober 1670, † 18. August 1671)
- Karl Bernhard (* 12. Oktober 1672, † 12. August 1676)
- Dorothea Henriette (* 7. Oktober 1674, † 29. April 1676)

Der Altar in der St.-Nikolai-Kirche in Kremmen aus dem Jahr 1686 ist eine Spende der von der Lütcke. Letzter Grundbesitzer auf Schloss Groß Ziethen war dann der Enkel Hans Ehrenreich von der Lütke, welcher seine Laufbahn auf der Ritterakademie Brandenburg begann und mit Anna Wilhelmine von Köhler vermählt war.